# Amos Yaskil
Amos Yaskil (* 1935 in Haifa) ist ein israelischer Maler und Grafiker. Seine Motive bilden insbesondere Landschaften von Galiläa und Israel ab. Zudem ist er als Planer historischer Museen bekannt.

## Leben
Yaskil ist der Sohn einer deutschstämmigen Mutter (Miriam Yaskil) und eines polnischen Vaters (Abraham Yaskil). Der Autodidakt lebt seit 1960 in Tiberias.

## Werk
Der junge Amos Yaskil wurde bereits als Kind als Maler durch den österreichischen Schriftsteller Arnold Zweig entdeckt und in einem Zeitungsartikel in der englischen Zeitung New Life gelobt. Seit 1960 lebt der Künstler in Tiberias, Galiläa und erlangte mit Ausstellungen in Museen und Galerien in der ganzen Welt internationale Anerkennung. In den Jahren von 1982 bis 1996 errichtete und gestaltete er 12 historische Museen. Bisher fanden ca. 100 Einzelausstellungen seiner Werke – ab 1990 vor allem in Deutschland, der Schweiz, Frankreich, Belgien und Holland – statt. Seine Motive bilden insbesondere Landschaften von Galiläa und Israel, wohingegen er auch die Malerei des 16. und 17. Jahrhunderts erforscht. 1992 wurde in Deutschland ein retrospektives Buch seiner Werke in den vier Sprachen Deutsch, Englisch, Französisch und Hebräisch herausgegeben.

## Ausstellungen (Auswahl)
- 1960 Biennale Young Artist, Tel Aviv Museum
- 1962 Biennale Young Artist, Haifa
- 1963 Artists House, Jerusalem
- 1964 Chagall House, Haifa
- 1971 Jewish Art Center, Miami
- 1971 Jewish Center, Mexiko-Stadt
- 1972 Petach Tikwa Museum
- 1972 Salon de la Plastica, Mexiko-Stadt
- 1973 Haifa Museum
- 1976 Art Center Kfar Saba
- 1977 Art Center Beersheva
- 1978 Ajala Museum, Manila.
- 1985 Burgdorf Museum -- L,K.Hanover
- 1993 Archaeological Museum, Valletta, Malta
- 1994 Art Museum Ginza. Tokyo
- 1997 World Bank – Art Society, Washington DC
- 2001 Landau Museum, Germany
- 2001 Art Gallery Wiesbaden
- 2006 San Diego Cultural Center, USA
- 2006 Ramat-Gan Museum, Israel
- 2009 Rashi Museum, Worms, Germany
- 2009 Minneapolis Cultural Center, USA